# ATP Challenger Tour 2021
In der folgenden Tabelle werden die Turniere der professionellen Herrentennis-Saison 2021 der ATP Challenger Tour dargestellt. Sie bestand aus 147 Turnieren mit einem Preisgeld zwischen 35.000 und 162.480 US-Dollar. Es war die 45. Ausgabe des Challenger-Turnierzyklus und die dreizehnte unter dem Namen ATP Challenger Tour. Seit 2019 hatten eigentlich alle Turniere im Einzel ein 48er-Feld. Im letzten Jahr kam allerdings eine neue Kategorie (Challenger 50) hinzu, in der das Teilnehmerfeld aus 32 Spielern bestand. Es konnten sich aus einer Qualifikation von vier Spielern zwei einen Platz für das Hauptfeld sichern. Aufgrund der Coronavirus-Pandemie hatten in diesem Jahr die Turniere im Einzel jedoch ein reduziertes 32er-Feld aufgewiesen. Es konnten sich hierbei aus der Qualifikation von 16 Spielern vier einen Platz im Hauptfeld sichern.

## Turnierplan

### Januar
| Datum1 | Ort      | Turnier                             | Preisgeld2 | Belag3        | Sieger Einzel      | Sieger Doppel                          |
| ------ | -------- | ----------------------------------- | ---------- | ------------- | ------------------ | -------------------------------------- |
| 18.01. | Istanbul | Istanbul Indoor Challenger          | € 132.280  | Hartplatz (i) | Arthur Rinderknech | André Göransson David Pel              |
| 25.01. | Quimper  | Open Quimper Bretagne Occidentale I | € 088.520  | Hartplatz (i) | Sebastian Korda    | Grégoire Barrère Albano Olivetti       |
| 25.01. | Antalya  | Club Megasaray Open I               | € 044.820  | Sand          | Jaume Munar        | Denys Moltschanow Alexander Nedowessow |

### Februar
| Datum  | Ort           | Turnier                              | Preisgeld | Belag         | Sieger Einzel      | Sieger Doppel                            |
| ------ | ------------- | ------------------------------------ | --------- | ------------- | ------------------ | ---------------------------------------- |
| 01.02. | Antalya       | Club Megasaray Open II               | € 044.820 | Sand          | Carlos Taberner    | Denys Moltschanow Alexander Nedowessow   |
| 01.02. | Quimper       | Open Quimper Bretagne Occidentale II | € 044.820 | Hartplatz (i) | Brandon Nakashima  | Ruben Bemelmans Daniel Masur             |
| 08.02. | Cherbourg     | Challenger La Manche – Cherbourg     | € 088.520 | Hartplatz (i) | Ruben Bemelmans    | Lukáš Klein Alex Molčan                  |
| 08.02. | Biella        | Biella Challenger Indoor I           | € 044.820 | Hartplatz (i) | Illja Martschenko  | Luis David Martínez David Vega Hernández |
| 08.02. | Potchefstroom | PotchOpen I                          | $ 052.080 | Hartplatz     | Benjamin Bonzi     | Marc-Andrea Hüsler Zdeněk Kolář          |
| 15.02. | Biella        | Biella Challenger Indoor II          | € 132.280 | Hartplatz (i) | Kwon Soon-woo      | Hugo Nys Tim Pütz                        |
| 15.02. | Concepción    | Dove Men+Care Challenger Concepción  | $ 052.080 | Sand          | Sebastián Báez     | Orlando Luz Rafael Matos                 |
| 15.02. | Potchefstroom | PotchOpen II                         | $ 052.080 | Hartplatz     | Jenson Brooksby    | Raven Klaasen Ruan Roelofse              |
| 22.02. | Nur-Sultan    | Forte Challenger 100                 | $ 104.160 | Hartplatz (i) | Mackenzie McDonald | Denys Moltschanow Alexander Nedowessow   |
| 22.02. | Las Palmas    | Gran Canaria Challenger I            | € 044.820 | Sand          | Enzo Couacaud      | Lloyd Glasspool Harri Heliövaara         |

### März
| Datum1 | Ort               | Turnier                         | Preisgeld2 | Belag3        | Sieger Einzel        | Sieger Doppel                        |
| ------ | ----------------- | ------------------------------- | ---------- | ------------- | -------------------- | ------------------------------------ |
| 01.03. | Nur-Sultan        | Forte Challenger 125            | $ 156.240  | Hartplatz (i) | Tomáš Macháč         | Nathaniel Lammons Jackson Withrow    |
| 01.03. | Las Palmas        | Gran Canaria Challenger II      | € 044.820  | Sand          | Carlos Gimeno Valero | Enzo Couacaud Manuel Guinard         |
| 01.03. | St. Petersburg    | Grand Palace Championship I     | $ 036.680  | Hartplatz (i) | Zizou Bergs          | Christopher Eubanks Roberto Quiroz   |
| 08.03. | Biella            | Biella Challenger Indoor III    | € 044.820  | Hartplatz (i) | Andreas Seppi        | Quentin Halys Tristan Lamasine       |
| 08.03. | St. Petersburg    | Grand Palace Championship II    | $ 052.080  | Hartplatz (i) | Jewgeni Tjurnew      | Jesper de Jong Sem Verbeek           |
| 15.03. | Biella            | Biella Challenger Indoor IV     | € 044.820  | Hartplatz (i) | Daniel Masur         | Lloyd Glasspool Matt Reid            |
| 15.03. | Cleveland         | Cleveland Open                  | $ 052.080  | Hartplatz (i) | Björn Fratangelo     | Robert Galloway Alex Lawson          |
| 15.03. | Santiago de Chile | Challenger Santiago de Chile    | $ 052.080  | Sand          | Sebastián Báez       | Luis David Martínez Gonçalo Oliveira |
| 22.03. | Lille             | Play In Challenger              | € 066.640  | Hartplatz (i) | Zizou Bergs          | Benjamin Bonzi Antoine Hoang         |
| 22.03. | Lugano            | Challenger Città di Lugano      | € 044.820  | Hartplatz (i) | Dominic Stricker     | Andre Begemann Andrea Vavassori      |
| 22.03. | Zadar             | Zadar Open                      | € 044.820  | Sand          | Nikola Milojević     | Blaž Kavčič Blaž Rola                |
| 29.03. | Marbella          | AnyTech365 Andalucía Challenger | € 044.820  | Sand          | Gianluca Mager       | Dominic Inglot Matt Reid             |
| 29.03. | Oeiras            | Oeiras Open I                   | € 031.440  | Sand          | Zdeněk Kolář         | Mats Moraing Oscar Otte              |

### April
| Datum1 | Ort         | Turnier                       | Preisgeld2 | Belag3    | Sieger Einzel           | Sieger Doppel                              |
| ------ | ----------- | ----------------------------- | ---------- | --------- | ----------------------- | ------------------------------------------ |
| 05.04. | Split       | Split Open I                  | € 044.820  | Sand      | Blaž Rola               | Andrei Golubew Alexander Nedowessow        |
| 05.04. | Oeiras      | Oeiras Open II                | € 031.440  | Sand      | Pedro Cachín            | Nuno Borges Francisco Cabral               |
| 12.04. | Belgrad     | Serbia Challenger Open        | € 132.280  | Sand      | Roberto Carballés Baena | Guillermo Durán Andrés Molteni             |
| 12.04. | Orlando     | Orlando Open                  | $ 052.080  | Hartplatz | Jenson Brooksby         | Mitchell Krueger Jack Sock                 |
| 12.04. | Split       | Split Open II                 | € 044.820  | Sand      | Kacper Żuk              | Szymon Walków Jan Zieliński                |
| 19.04. | Rom         | Roma Garden Open I            | € 044.820  | Sand      | Andrea Pellegrino       | Sadio Doumbia Fabien Reboul                |
| 19.04. | Salinas     | Challenger de Salinas I       | $ 052.080  | Hartplatz | Nicolás Jarry           | Miguel Ángel Reyes Varela Fernando Romboli |
| 19.04. | Tallahassee | Tallahassee Tennis Challenger | $ 052.080  | Sand      | Jenson Brooksby         | Orlando Luz Rafael Matos                   |
| 26.04. | Ostrava     | Ostra Group Open              | € 044.820  | Sand      | Benjamin Bonzi          | Marc Polmans Serhij Stachowskyj            |
| 26.04. | Rom         | Roma Garden Open II           | € 044.820  | Sand      | Juan Manuel Cerúndolo   | Sadio Doumbia Fabien Reboul                |
| 26.04. | Salinas     | Challenger de Salinas II      | $ 036.680  | Hartplatz | Emilio Gómez            | Nicolás Barrientos Sergio Galdós           |

### Mai
| Datum1 | Ort         | Turnier                         | Preisgeld2 | Belag3    | Sieger Einzel           | Sieger Doppel                       |
| ------ | ----------- | ------------------------------- | ---------- | --------- | ----------------------- | ----------------------------------- |
| 03.05. | Biella      | Thindown Challenger Biella V    | € 044.820  | Sand      | Juan Pablo Varillas     | André Göransson Nathaniel Lammons   |
| 03.05. | Prag        | I.ČLTK Prague Open              | € 044.820  | Sand      | Tallon Griekspoor       | Marc Polmans Serhij Stachowskyj     |
| 10.05. | Heilbronn   | Neckarcup                       | € 088.520  | Sand      | Bernabé Zapata Miralles | Nathaniel Lammons Jackson Withrow   |
| 10.05. | Zagreb      | Zagreb Open                     | € 044.820  | Sand      | Sebastián Báez          | Evan King Hunter Reese              |
| 17.05. | Oeiras      | Oeiras Open III                 | € 132.280  | Sand      | Carlos Alcaraz          | Hunter Reese Sem Verbeek            |
| 17.05. | Biella      | Thindown Challenger Biella VI   | € 031.440  | Sand      | Thanasi Kokkinakis      | Evan King Julian Lenz               |
| 24.05. | Oeiras      | Oeiras Open IV                  | € 031.440  | Sand      | Gastão Elias            | Jesper de Jong Tim van Rijthoven    |
| 31.05. | Biella      | Thindown Challenger Biella VII  | € 044.820  | Sand      | Holger Rune             | Tomás Martín Etcheverry Renzo Olivo |
| 31.05. | Little Rock | Baptist Health Little Rock Open | $ 052.080  | Hartplatz | Jack Sock               | Nicolás Barrientos Ernesto Escobedo |

### Juni
| Datum1 | Ort             | Turnier                                 | Preisgeld2 | Belag3    | Sieger Einzel       | Sieger Doppel                          |
| ------ | --------------- | --------------------------------------- | ---------- | --------- | ------------------- | -------------------------------------- |
| 07.06. | Nottingham      | Viking Open Nottingham                  | € 132.280  | Rasen     | Frances Tiafoe      | Matt Reid Ken Skupski                  |
| 07.06. | Lyon            | Open Sopra Steria de Lyon               | € 088.520  | Sand      | Pablo Cuevas        | Martín Cuevas Pablo Cuevas             |
| 07.06. | Bratislava      | Kooperativa Bratislava Open             | € 066.640  | Sand      | Tallon Griekspoor   | Denys Moltschanow Alexander Nedowessow |
| 07.06. | Almaty          | Beeline Open Challenger 80              | $ 052.080  | Sand      | Zizou Bergs         | Jesper de Jong Witalij Satschko        |
| 07.06. | Orlando         | Orlando Open II                         | $ 052.080  | Hartplatz | Christopher Eubanks | Christian Harrison Peter Polansky      |
| 14.06. | Aix-en-Provence | Open Pays d’Aix CEPAC                   | € 132.280  | Sand      | Carlos Taberner     | Sadio Doumbia Fabien Reboul            |
| 14.06. | Nottingham      | Nottingham Trophy                       | € 132.280  | Rasen     | Alex Bolt           | Marc Polmans Matt Reid                 |
| 14.06. | Prostějov       | Moneta Czech Open                       | € 088.520  | Sand      | Federico Coria      | Alexander Nedowessow Gonçalo Oliveira  |
| 14.06. | Almaty          | Beeline Business Challenger 80          | $ 052.080  | Sand      | Jesper de Jong      | Wladyslaw Manafow Witalij Satschko     |
| 14.06. | Forlì           | Internazionali di Tennis Città di Forlì | € 044.820  | Sand      | Mats Moraing        | Sergio Galdós Orlando Luz              |
| 21.06. | Mailand         | Aspria Tennis Cup                       | € 044.820  | Sand      | Gian Marco Moroni   | Vít Kopřiva Jiří Lehečka               |
| 28.06. | Porto           | Porto Open                              | € 044.820  | Hartplatz | Altuğ Çelikbilek    | Guido Andreozzi Guillermo Durán        |

### Juli
| Datum1 | Ort           | Turnier                                    | Preisgeld2 | Belag3    | Sieger Einzel           | Sieger Doppel                     |
| ------ | ------------- | ------------------------------------------ | ---------- | --------- | ----------------------- | --------------------------------- |
| 05.07. | Salzburg-Anif | Salzburg Open                              | € 132.280  | Sand      | Facundo Bagnis          | Facundo Bagnis Sergio Galdós      |
| 05.07. | Braunschweig  | Sparkassen Open                            | € 066.640  | Sand      | Daniel Altmaier         | Szymon Walków Jan Zieliński       |
| 05.07. | Perugia       | Internazionali di Tennis Città di Perugia  | € 044.820  | Sand      | Tomás Martín Etcheverry | Witalij Satschko Dominic Stricker |
| 12.07. | Iași          | Concord Iași Open                          | € 088.520  | Sand      | Zdeněk Kolář            | Orlando Luz Felipe Meligeni Alves |
| 12.07. | Amersfoort    | Van Mossel Kia Dutch Open                  | € 044.820  | Sand      | Tallon Griekspoor       | Luca Castelnuovo Manuel Guinard   |
| 12.07. | Nur-Sultan    | President’s Cup I Kerey Challenger 80      | $ 052.080  | Hartplatz | Max Purcell             | Hsu Yu-hsiou Benjamin Lock        |
| 12.07. | Todi          | Sidernestor Tennis Cup                     | € 044.820  | Sand      | Mario Vilella Martínez  | Francesco Forti Giulio Zeppieri   |
| 19.07. | Cary          | Atlantic Tire Championships I              | $ 052.080  | Hartplatz | Mitchell Krueger        | Christian Harrison Dennis Novikov |
| 19.07. | Nur-Sultan    | President’s Cup II Zhanibek Challenger 80  | $ 052.080  | Hartplatz | Andrei Kusnezow         | Hsu Yu-hsiou Benjamin Lock        |
| 19.07. | Pozoblanco    | Open de Tenis Ciudad de Pozoblanco         | € 044.820  | Hartplatz | Altuğ Çelikbilek        | Igor Sijsling Tim van Rijthoven   |
| 19.07. | Tampere       | Tampere Open                               | € 044.820  | Sand      | Jiří Lehečka            | Pedro Cachín Facundo Mena         |
| 26.07. | Posen         | Poznań Open                                | € 066.640  | Sand      | Bernabé Zapata Miralles | Zdeněk Kolář Jiří Lehečka         |
| 26.07. | Segovia       | Open Castilla y León – Villa de El Espinar | € 066.640  | Hartplatz | Benjamin Bonzi          | Robert Galloway Alex Lawson       |
| 26.07. | Lexington     | Lexington Challenger                       | $ 052.080  | Hartplatz | Jason Kubler            | Liam Draxl Stefan Kozlov          |
| 26.07. | Triest        | Città di Trieste Challenger                | € 044.820  | Sand      | Tomás Martín Etcheverry | Orlando Luz Felipe Meligeni Alves |

### August
| Datum1 | Ort          | Turnier                                             | Preisgeld2 | Belag3    | Sieger Einzel         | Sieger Doppel                               |
| ------ | ------------ | --------------------------------------------------- | ---------- | --------- | --------------------- | ------------------------------------------- |
| 02.08. | Cordenons    | Acqua Dolomia Serena Wines Tennis Cup               | € 044.820  | Sand      | Francisco Cerúndolo   | Orlando Luz Rafael Matos                    |
| 02.08. | Liberec      | Svijany Open                                        | € 044.820  | Sand      | Alex Molčan           | Roman Jebavý Igor Zelenay                   |
| 09.08. | San Marino   | Internazionali di Tennis San Marino Open            | € 066.640  | Sand      | Holger Rune           | Zdeněk Kolář Luis David Martínez            |
| 09.08. | Meerbusch    | Rhein Asset Open                                    | € 044.820  | Sand      | Tomás Barrios Vera    | Szymon Walków Jan Zieliński                 |
| 09.08. | Prag         | TK Sparta Prague Open                               | € 031.440  | Sand      | Dalibor Svrčina       | Jonáš Forejtek Michael Vrbenský             |
| 16.08. | Lüdenscheid  | Platzmann Sauerland Open                            | € 044.820  | Sand      | Daniel Altmaier       | Ivan Sabanov Matej Sabanov                  |
| 16.08. | Verona       | Internazionali di Tennis Verona                     | € 044.820  | Sand      | Holger Rune           | Sadio Doumbia Fabien Reboul                 |
| 23.08. | Barletta     | Open Città della Disfida Trofeo La Pulita & Service | € 044.820  | Sand      | Giulio Zeppieri       | Marco Bortolotti Cristian Rodríguez         |
| 23.08. | Warschau     | BNP Paribas Polish Cup                              | € 044.820  | Sand      | Camilo Ugo Carabelli  | Hans Hach Verdugo Miguel Ángel Reyes Varela |
| 23.08. | Prag         | IBG Prague Open                                     | € 031.440  | Sand      | Franco Agamenone      | Victor Vlad Cornea Petros Tsitsipas         |
| 30.08. | Como         | Città di Como                                       | € 044.820  | Sand      | Juan Manuel Cerúndolo | Rafael Matos Felipe Meligeni Alves          |
| 30.08. | Mallorca     | Rafa Nadal Open                                     | € 044.820  | Hartplatz | Lukáš Lacko           | Karol Drzewiecki Sergio Martos Gornés       |
| 30.08. | Saint-Tropez | Saint-Tropez Open                                   | € 044.820  | Hartplatz | Benjamin Bonzi        | Antonio Šančić Artem Sitak                  |

### September
| Datum1 | Ort        | Turnier                                      | Preisgeld2 | Belag3        | Sieger Einzel          | Sieger Doppel                          |
| ------ | ---------- | -------------------------------------------- | ---------- | ------------- | ---------------------- | -------------------------------------- |
| 06.09. | Tulln      | NÖ Open                                      | € 088.520  | Sand          | Mats Moraing           | Dustin Brown Andrea Vavassori          |
| 06.09. | Sevilla    | Copa Sevilla                                 | € 066.640  | Sand          | Pedro Martínez         | David Vega Hernández Mark Vervoort     |
| 06.09. | Banja Luka | Srpska Open                                  | € 044.820  | Sand          | Juan Manuel Cerúndolo  | Antonio Šančić Nino Serdarušić         |
| 06.09. | Cassis     | Cassis Open Provence                         | € 044.820  | Hartplatz     | Benjamin Bonzi         | N. Sriram Balaji Ramkumar Ramanathan   |
| 06.09. | Kiew       | Kyiv Open                                    | $ 052.080  | Sand          | Franco Agamenone       | Orlando Luz Alexander Nedowessow       |
| 13.09. | Stettin    | Pekao Szczecin Open                          | € 132.280  | Sand          | Zdeněk Kolář           | Santiago González Andrés Molteni       |
| 13.09. | Rennes     | Open Blot Rennes                             | € 066.640  | Hartplatz (i) | Benjamin Bonzi         | Bart Stevens Tim van Rijthoven         |
| 13.09. | Cary       | Atlantic Tire Championships II               | $ 052.080  | Hartplatz     | Mitchell Krueger       | William Blumberg Max Schnur            |
| 13.09. | Istanbul   | Istanbul Challenger Ted Open                 | $ 052.080  | Hartplatz     | James Duckworth        | Radu Albot Alexander Cozbinov          |
| 13.09. | Quito      | Dove Men+Care Quito Challenger               | $ 052.080  | Sand          | Facundo Mena           | Alejandro Gómez Thiago Agustín Tirante |
| 20.09. | Ambato     | Ambato Challenger                            | $ 052.080  | Sand          | Thiago Agustín Tirante | Diego Hidalgo Cristian Rodríguez       |
| 20.09. | Biel       | Flowbank Challenger Biel/Bienne              | € 044.820  | Hartplatz (i) | Liam Broady            | Ruben Bemelmans Daniel Masur           |
| 20.09. | Braga      | Braga Open                                   | € 044.820  | Sand          | Thiago Monteiro        | Nuno Borges Francisco Cabral           |
| 20.09. | Bukarest   | Trofeul Țiriac – Năstase                     | € 044.820  | Sand          | Jiří Lehečka           | Ruben Gonzales Hunter Johnson          |
| 20.09. | Columbus   | Tennis Ohio Championships                    | $ 052.080  | Hartplatz (i) | Stefan Kozlov          | Stefan Kozlov Peter Polansky           |
| 27.09. | Orléans    | Open d’Orléans                               | € 132.280  | Hartplatz (i) | Henri Laaksonen        | Pierre-Hugues Herbert Albano Olivetti  |
| 27.09. | Lima       | Dove Men+Care Challenger Lima                | $ 052.080  | Sand          | Hugo Dellien           | Julian Lenz Gerald Melzer              |
| 27.09. | Lissabon   | Del Monte Lisboa Belém Open                  | € 044.820  | Sand          | Dmitri Popko           | Jeevan Nedunchezhiyan Purav Raja       |
| 27.09. | Murcia     | ATP Challenger Costa Cálida Región de Murcia | € 044.820  | Sand          | Tallon Griekspoor      | Raul Brancaccio Flavio Cobolli         |
| 27.09. | Sibiu      | Sibiu Open                                   | € 044.820  | Sand          | Stefano Travaglia      | Alexander Erler Lucas Miedler          |

### Oktober
| Datum1 | Ort                  | Turnier                                       | Preisgeld2 | Belag3        | Sieger Einzel       | Sieger Doppel                          |
| ------ | -------------------- | --------------------------------------------- | ---------- | ------------- | ------------------- | -------------------------------------- |
| 04.10. | Mouilleron-le-Captif | Open de Vendée                                | € 066.640  | Hartplatz (i) | Jiří Veselý         | Jonathan Eysseric Quentin Halys        |
| 04.10. | Barcelona            | Emilio Sánchez Challenger                     | € 044.820  | Sand          | Dimitar Kusmanow    | Harri Heliövaara Roman Jebavý          |
| 04.10. | Neapel               | Tennis Napoli Cup                             | € 044.820  | Sand          | Tallon Griekspoor   | Dustin Brown Andrea Vavassori          |
| 04.10. | Santiago de Chile    | Dove Men+Care Legión Sudamericana Santiago I  | $ 052.080  | Sand          | Juan Pablo Varillas | Diego Hidalgo Nicolás Jarry            |
| 11.10. | Alicante             | Alicante Ferrero Challenger                   | € 044.820  | Hartplatz     | Constant Lestienne  | Denys Moltschanow David Vega Hernández |
| 11.10. | Neapel               | Vesuvio Cup                                   | € 044.820  | Sand          | Tallon Griekspoor   | Marco Bortolotti Sergio Martos Gornés  |
| 11.10. | Santiago de Chile    | Dove Men+Care Legión Sudamericana Santiago II | $ 052.080  | Sand          | Sebastián Báez      | Evan King Max Schnur                   |
| 18.10. | Bogotá               | DirecTV Open Bogotá                           | $ 052.080  | Sand          | Gerald Melzer       | Nicolás Jarry Roberto Quiroz           |
| 18.10. | Buenos Aires         | Dove Men+Care Circuit Challenger Buenos Aires | $ 052.080  | Sand          | Sebastián Báez      | Luciano Darderi Juan Bautista Torres   |
| 18.10. | Lošinj               | Lošinj Open                                   | € 044.820  | Sand          | Carlos Taberner     | Andrej Martin Sam Weissborn            |
| 25.10. | Brest                | Open Brest Crédit Agricole                    | € 066.640  | Hartplatz (i) | Brandon Nakashima   | Sadio Doumbia Fabien Reboul            |
| 25.10. | Ismaning             | Wolffkran Open                                | € 044.820  | Teppich (i)   | Oscar Otte          | Andre Begemann Igor Zelenay            |
| 25.10. | Las Vegas            | Las Vegas Tennis Open                         | $ 052.080  | Hartplatz     | J. J. Wolf          | William Blumberg Max Schnur            |
| 25.10. | Lima                 | Lima Challenger                               | $ 052.080  | Sand          | Nicolás Jarry       | Sergio Galdós Gonçalo Oliveira         |

### November
| Datum1 | Ort                  | Turnier                                        | Preisgeld2 | Belag3        | Sieger Einzel       | Sieger Doppel                      |
| ------ | -------------------- | ---------------------------------------------- | ---------- | ------------- | ------------------- | ---------------------------------- |
| 01.11. | Bergamo              | Trofeo Faip–Perrel                             | € 044.820  | Hartplatz (i) | Holger Rune         | Zdeněk Kolář Jiří Lehečka          |
| 01.11. | Charlottesville      | Charlottesville Men’s Pro Challenger           | $ 052.080  | Hartplatz (i) | Stefan Kozlov       | William Blumberg Max Schnur        |
| 01.11. | Eckental             | Challenger Eckental                            | € 044.820  | Teppich (i)   | Daniel Masur        | Roman Jebavý Jonny O’Mara          |
| 01.11. | Guayaquil            | Challenger Ciudad de Guayaquil                 | $ 052.080  | Sand          | Alejandro Tabilo    | Jesper de Jong Bart Stevens        |
| 01.11. | Teneriffa            | Tenerife Challenger                            | € 044.820  | Hartplatz     | Tallon Griekspoor   | Nuno Borges Francisco Cabral       |
| 08.11. | Roanne               | Open International de Tennis de Roanne         | € 088.520  | Hartplatz (i) | Hugo Grenier        | Lloyd Glasspool Harri Heliövaara   |
| 08.11. | Bratislava           | Peugeot Slovak Open                            | € 066.640  | Hartplatz (i) | Tallon Griekspoor   | Filip Horanský Serhij Stachowskyj  |
| 08.11. | Knoxville            | Knoxville Challenger                           | $ 052.080  | Hartplatz (i) | Christopher Eubanks | Malek Jaziri Blaž Rola             |
| 08.11. | Montevideo           | Uruguay Open                                   | $ 052.080  | Sand          | Hugo Dellien        | Rafael Matos Felipe Meligeni Alves |
| 08.11. | St. Ulrich in Gröden | Sparkasse Challenger Val Gardena/Südtirol      | € 044.820  | Hartplatz (i) | Oscar Otte          | Antonio Šančić Sam Weissborn       |
| 15.11. | Pau                  | Teréga Open Pau–Pyrénées                       | € 088.520  | Hartplatz (i) | Radu Albot          | Romain Arneodo Sam Weissborn       |
| 15.11. | Campinas             | Campeonato Internacional de Tênis de Campinas  | $ 052.080  | Sand          | Sebastián Báez      | Rafael Matos Felipe Meligeni Alves |
| 15.11. | Champaign            | Champaign–Urbana Challenger                    | $ 052.080  | Hartplatz (i) | Stefan Kozlov       | Nathaniel Lammons Jackson Withrow  |
| 15.11. | Helsinki             | HPP Open                                       | € 044.820  | Hartplatz (i) | Alex Molčan         | Alexander Erler Lucas Miedler      |
| 22.11. | Bari                 | Open Città di Bari                             | € 044.820  | Hartplatz     | Oscar Otte          | Lloyd Glasspool Harri Heliövaara   |
| 22.11. | Brasília             | Aberto da República                            | $ 052.080  | Sand          | Federico Coria      | Mateus Alves Gustavo Heide         |
| 22.11. | Manama               | Bahrain Ministry of Interior Tennis Challenger | $ 052.080  | Hartplatz     | Ramkumar Ramanathan | Nuno Borges Francisco Cabral       |
| 22.11. | Puerto Vallarta      | Puerto Vallarta Open                           | $ 052.080  | Hartplatz     | Daniel Altmaier     | Gijs Brouwer Reese Stalder         |
| 29.11. | Forlì                | Città di Forlì II                              | € 044.820  | Hartplatz (i) | Maxime Cressy       | Antonio Šančić Sam Weissborn       |
| 29.11. | São Paulo            | Challenger 80 Dove Men+Care São Paulo          | $ 052.080  | Sand          | Juan Pablo Ficovich | Nicolás Barrientos Alejandro Gómez |
| 29.11. | Antalya              | Megasaray Hotels Open                          | € 031.440  | Sand          | Nuno Borges         | Riccardo Bonadio Giovanni Fonio    |

### Dezember
| Datum1 | Ort            | Turnier                               | Preisgeld2 | Belag3        | Sieger Einzel        | Sieger Doppel                      |
| ------ | -------------- | ------------------------------------- | ---------- | ------------- | -------------------- | ---------------------------------- |
| 06.12. | Florianópolis  | Dove Men+Care La Legión Florianópolis | $ 052.080  | Sand          | Igor Marcondes       | Nicolás Barrientos Alejandro Gómez |
| 06.12. | Forlì          | Città di Forlì III                    | € 044.820  | Hartplatz (i) | Pawel Kotow          | Alexander Erler Lucas Miedler      |
| 06.12. | Maia           | Maia Open I                           | € 044.820  | Sand (i)      | Geoffrey Blancaneaux | Nuno Borges Francisco Cabral       |
| 06.12. | Antalya        | MTA Open                              | € 031.440  | Sand          | Jewgeni Tjurnew      | Hsu Yu-hsiou Oleksij Krutych       |
| 13.12. | Maia           | Maia Open II                          | € 044.820  | Sand (i)      | Tseng Chun-hsin      | Nuno Borges Francisco Cabral       |
| 13.12. | Rio de Janeiro | Rio Tennis Classic                    | $ 052.080  | Hartplatz     | Kaichi Uchida        | Orlando Luz Rafael Matos           |

- 1 Turnierbeginn (ohne Qualifikation)
- 2 Seit 2019 werden alle Spieler der Turniere untergebracht.
- 3 Das Kürzel „(i)“ (= indoor) bedeutet, dass das betreffende Turnier in einer Halle ausgetragen wird.

## Verteilung der Weltranglistenpunkte
Ein Überblick über die Punktverteilung der jeweiligen Challenger-Kategorien im Jahr 2021. Seit 2019 müssen alle Challenger-Turniere ihren Spielern Hospitality gewähren.
| Turnierkategorie | Gesamtsumme Preisgeld | S   | F  | HF | VF | AF | 1R | Zusätzliche Qualifikationspunkte |
| ---------------- | --------------------- | --- | -- | -- | -- | -- | -- | -------------------------------- |
| Challenger 125   | $0156.240 €0132.280   | 125 | 75 | 45 | 25 | 10 | 5  | 1                                |
| Challenger 110   | $0130.200 €0110.400   | 110 | 65 | 40 | 20 | 9  | 5  | 1                                |
| Challenger 100   | $0104.160 €0088.520   | 100 | 60 | 35 | 18 | 8  | 5  | 1                                |
| Challenger 90    | $0078.120 €0066.640   | 090 | 55 | 33 | 17 | 8  | 5  | 1                                |
| Challenger 80    | $0052.080 €0044.820   | 080 | 48 | 29 | 15 | 7  | 4  | 1                                |
| Challenger 50    | $0036.680 €0031.440   | 050 | 30 | 15 | 7  | 4  | 0  | 1                                |

- Erklärung Kopfzeile: S = Sieger; F = (unterlegener) Finalist; HF = Halbfinale erreicht (und dann ausgeschieden); VF = Viertelfinale; AF = Achtelfinale; 1R = Erste Runde
- Paare im Doppel erhalten keine Punkte vor dem Viertelfinale.